# Panthera onca goldmani
El jaguar del norte de Guatemala (Panthera onca goldmani) es una subespecie de jaguar (Panthera onca).

## Distribución geográfica
Esta subespecie de jaguar se encuentra en el norte de Guatemala como su propio nombre indica.

## Estado de Conservación
Es una subespecie de jaguar que no esta en peligro de extinción, aunque en 1974 quedaban cerca de sólo menos de un millar de ejemplares. La caza comercial y la explotación de pieles de jaguares en la actualidad están prohibidas. Pero hasta 1986 se permitía la caza deportiva de 45 ejemplares al año (el 10% de una población estimada en 450 ejemplares). Fue prohibida en todos los estados en 1986, a excepción de Campeche que prohibió la caza deportiva en 1987. Gracias a eso se recuperó su población.  